# Рак-Саки, Сэмьюэл
Сэ́мьюэл Рак-Са́ки (англ. Samuel Rak-Sakyi; родился 27 марта 2005) — английский футболист, полузащитник клуба «Челси».

## Клубная карьера
Воспитанник футбольной академии «Челси», за которую выступал с восьми лет. 7 ноября 2024 года дебютировал в основном составе «Челси», выйдя на замену в матче Лиги конференций УЕФА против армянского клуба «Ноа».

## Карьера в сборной
Выступал за сборные Англии до 17 и до 18 лет.

## Личная жизнь
Старший брат Сэмьюэла, Джезаран, также является профессиональным футболистом.

## Достижения
«Челси»
- Победитель Лиги конференций УЕФА: 2024/25